# Titãs (álbum)
Titãs es el primer álbum de la banda de rock brasilera Titãs, lanzado en agosto de 1984 por WEA.

## Historia
Después de varios desacuerdos enfrentan como la falta de voluntad del cofundador Ciro Pessoa para continuar en el grupo, los Titãs - ahora sin la "Ie Ie" que llevaba el nombre - grabaron su primer disco con once canciones. Aunque con un repertorio fuerte (creado en los entonces dos años de existencia de la banda), el disco del conjunto  defraudó en lo que respecta a la producción, realizada en un estudio de grabación de jingles, Áudio Patrulha. Aun así, fue un disco muy bien recibido por los críticos de la época.
Fue aquí donde los Titãs llegaron a conocer su primer gran éxito: "Sonífera Ilha", cantada por Paulo Miklos. Firmado por Tony Bellotto, Marcelo Fromer, Branco Mello, Ciro y Barmack, aseguró presencia constante en las atracciones de radio y televisión como Programa Raul Gil y Cassino do Chacrinha. Las vendas de Titãs, sin embargo, fueron decepcionantes: el álbum no alcanzó incluso 50.000 copias vendidas.
Parte de la culpa se atribuye a la liberación de la muy compacto "Sonífera Ilha", que finalmente trajo "Toda Cor", de un solo futuro, el lado B, que vendió alrededor de 60.000 copias, sin el consentimiento de la banda. Pero el lanzamiento de los sencillos era un procedimiento estándar en el mercado brasileño en el tiempo y una herramienta clave para bandas contemporáneas exitosas de los Titãs, como Ultraje a Rigor y Kid Abelha. En consecuencia, el lanzamiento del sencillo es una explicación poco convincente para las vendas del debut.
Fuera de estos dos temas están todavía en las versiones: "The Harder They Come" de Jimmy Cliff, quien interpletió Nando Reis como "Querem Meu Sangue", "Patches" (Ronald Dunbar y GN Johnson), se vertió en portugués como "Marvin" y " Ballad of John and Yoko " (Beatles), transformado por Sergio en "Balada Para John e Yoko", sin contar con la versión inicial de "Go Back" por el tecladista de un poema de Torquato Neto. Todo sería revisado posteriormente en otros discos del grupo, con resultados considerablemente más altas que tanto el punto de vista artístico y financiero.
Más tarde ese mismo año, 1984, André Jung dejó la banda. Se encuentra en Charles Gavin, exmiembro de Ira! y luego un miembro del RPM, el sustituto ideal para los trabajos futuros. Curiosamente, André Jung entonces para entrar en una de las bandas de rock brasileña más tradicionales - el mismo Ira! que Charles Gavin abandonada que no está de acuerdo con la dirección que el grupo mod siguió, estética y sonora.

## Temas del álbum
| N.º | Título                    | Música                       | Escritor(es)     | Duración |  |
| 1.  | «Sonífera Ilha»           | Branco Mello y Tony Bellotto | Carlos Barmack   | 2:54     |  |
| 2.  | «Marvin»                  | Nando Reis                   | Norman Johnson   | 4:11     |  |
| 3.  | «Babí Indio»              | Ciro Pessoa                  | Branco Mello     | 3:38     |  |
| 4.  | «Go Back»                 | Sérgio Britto                | Torquato Neto    | 3:40     |  |
| 5.  | «Pule»                    | Paulo Miklos                 | Arnaldo Antunes  | 2:20     |  |
| 6.  | «Querem Meu Sangue»       | Jimmy Cliff                  |                  | 3:08     |  |
| 7.  | «Mulher Robot»            | Tony Bellotto                | Tony Bellotto    | 2:22     |  |
| 8.  | «Demais»                  | Arnaldo Antunes              | Arnaldo Antunes  | 2:48     |  |
| 9.  | «Toda Cor»                | Marcelo Fromer               | Carlos Barmack   | 3:21     |  |
| 10. | «Balada Para John e Yoko» |                              | Lennon/McCartney | 2:40     |  |
| 11. | «Seu Interesse»           | Paulo Miklos                 | Arnaldo Antunes  | 3:10     |  |

## Personal
- André Jung: batería y percusión
- Arnaldo Antunes: voz en 8 y 11, coros
- Branco Mello: voz en 3, 5 y 9, coros
- Marcelo Fromer: guitarra rítmica y solista
- Nando Reis: voz en 2, 5, 6 y 8, coros, bajo en 1, 4, 5 y 7
- Paulo Miklos: bajo, voz en 1, 5 y 7, coros, teclado en 4
- Sérgio Britto: teclados, voz en 4 y 10, coros
- Tony Bellotto: guitarra solista y rítmica, coros

### Invitados
- Alberto Marsicano: cítara en 8
- Eduardo Souto Neto: arreglos y conducción de metales en 6 y 10
- George Freire: saxo en 2
- Gil e Nono: trompeta
- Proveta e Baldo: saxo
- Ivan: trombón

- Datos: Q7810370